# Klaus Landfried
Klaus Landfried (* 26. Januar 1941 in Heidelberg; † 11. Oktober 2014 ebenda) war ein deutscher Politikwissenschaftler und Präsident der Hochschulrektorenkonferenz.

## Leben
Klaus Landfried, Sohn von Helmtraut Landfried, geborene Kloevekorn, und Werner Landfried, studierte nach dem Abitur in Heidelberg Volkswirtschaftslehre, Geschichte, Neuere Deutsche Literatur, Öffentliches Recht und Politikwissenschaft an den Universitäten Basel und Heidelberg. Im Jahr 1970 wurde er mit einer Arbeit über die politischen und weltanschaulichen Vorstellungen Stefan Georges und seines Kreises an der Universität Heidelberg zum Doktor der Philosophie promoviert, wo er von 1968 bis 1971 am Institut für Politische Wissenschaft tätig war (1968/1969 als Verwaltungsassistent, von 1969 bis 1972 als stellvertretender Leiter des Forschungs-Projekts Wahl der Parlamente der DFG). 1872 erhielt er ein Forschungs-Stipendium  für Iran und Afghanistan. Von 1972 bis 1973 war Landfried John F. Kennedy Memorial Fellow an der Harvard University in Cambridge (Massachusetts).
Seit 1974 war er Professor für Politikwissenschaften an der Universität Kaiserslautern, wurde er 1982 mit der Einrichtung des Kontakt-Büros für Innovations- und Technologie-Consulting betraut. Von 1981 bis 1987 war er zunächst Vizepräsident und anschließend bis 1997 Präsident der Universität Kaiserslautern. Zugleich war er Vorsitzender der Regionalen Konferenz der Präsidenten der Universitäten in Rheinland-Pfalz.
Von 1991 bis 1997 war Landfried Vize-Präsident der Hochschulrektorenkonferenz, 1997 wurde er zum Präsidenten gewählt. In seiner Amtszeit bis 2003 begannen die durchgreifenden Veränderungen der Studiengänge (und der deutschen Hochschulen überhaupt) gemäß den Vorgaben des Bologna-Prozesses. Darüber hinaus war Landfried seit 1994 Mitglied des Beirats des Centrum für Hochschulentwicklung in Gütersloh und seit 1993 Vorstandsmitglied bei der Rheinland-Pfalz-Initiative für die Zukunft. Er war Gründungsmitglied der Dolf Sternberger-Gesellschaft.
Landfried bestritt, dass der Mensch eine globale Erwärmung verursache; er war Beirat des Vereins EIKE.
Klaus Landfried war evangelisch, hatte eine Tochter (Andrea C.) und lebte bis zu seinem Tod in seiner Geburtsstadt Heidelberg, daneben auch in Kaiserslautern.

## Schriften (Auswahl)
- Stefan George. Politik des Unpolitischen. Stiehm, Heidelberg 1975.
- Ist der Nahost-Konflikt nur ein Nahost-Konflikt? In: Der Bürger im Staat. Band 25, Nr. 2, 1975, S. 135–142.
- Starker Monarch oder schwacher Behördenchef? Perspektiven des amerikanischen Präsidentenamtes. In: Peter Haugns (Hrsg.): Res Publica. Studien zum Verfassungswesen. Dolf Sternberger zum 70. Geburtstag. München 1977, S. 196–218.
- als Mitherausgeber: Wahl der Parlamente und anderer Staatsorgane. 1978.
- Politik der Utopie. Stefan George und sein Kreis in der Weimarer Republik. In: Werner Link (Hrsg.): Schriftsteller und Politik in Deutschland. Düsseldorf 1979, S. 62–81.
- Möglichkeiten der Zusammenarbeit zwischen Hochschule und freien Trägern der Erwachsenenbildung. In: Universität Kaiserslautern (Hrsg.):  1970–1980. Zehn Jahre Universität Kaiserslautern. Kaiserslautern 1980, S. 183–186.
- mit anderen: Studienbedingungen. 1980.
- Die Zusammenarbeit von Wirtschaft und Hochschulen in den USA. In: Mitteilungen des Hochschulverbandes. Band 35, Nr. 3, 1987, S. 131–134.
- Exzellenz gedeiht besser ohne elitäres Gehabe. In: Horst Eilermann (Hrsg.): Rohstoff Bildung. Die deutsche Hochschule zwischen Wandel und Stillstand. Berlin 1999, S. 201–207.
- Lebenslanges Lernen. Der Beitrag der Hochschulen. In: vwh-Mitteilungen. Band 28, Nr. 2, 2002, S. 4–7.
- Über Hochschulen als Wissens- und Wertegemeinschaften. In: vwh-Mitteilungen. Band 30, Nr. 1, 2004, S. 19–24.
- Innovation durch Hochschulen? In: Walter Zimmerli (Hrsg.): Freiheit von Kunst und Wissenschaft, Forschung und Lehre. Was heißt das nach Bologna? (= Cottbuser Schriften zu Hochschulpolitik und Hochschulrecht. Band 3). Baden-Baden 2012, S. 59–67.